# Sparta (Nueva York)
Sparta es un pueblo ubicado en el condado de Livingston en el estado estadounidense de Nueva York. En el año 2000 tenía una población de 1,627 habitantes y una densidad poblacional de 22 personas por km².

## Geografía
Sparta se encuentra ubicado en las coordenadas 41°8′41.67″N 73°51′48.86″O / 41.1449083, -73.8635722.

## Demografía
Según la Oficina del Censo en 2000 los ingresos medios por hogar en la localidad eran de $ 43,155 y los ingresos medios por familia eran $48,333. Los hombres tenían unos ingresos medios de $23,693 frente a los $17,947 para las mujeres. La renta per cápita para la localidad era de $17,783. Alrededor del 10.2% de la población estaban por debajo del umbral de pobreza.